# 達坂城区
達坂城区（たつばんじょう-く、ウイグル語：داۋانچىڭ رايونى、中国語：达坂城区）は、中華人民共和国新疆ウイグル自治区ウルムチ市に位置する市轄区。ウルムチからトルファン市へ向かう国道上にあり、達坂城風力発電所がある。

## 概要
達坂城区は新疆ウイグル自治区ウルムチ市の市轄区で、天山の北麓、ジュンガル盆地の南縁部でウルムチ市南部郊外に位置する。南東にはトルファン市トクスン県と接し、北は昌吉回族自治州阜康市・ジムサル県と接し、南は天山山脈に面している。
達坂城区は首府ウルムチ市の東大門の位置となっており、古来よりシルクロードの要所であり、新疆南北の交通の要衝であった。ウイグル語で「ダーバン（達坂）」は「山の背骨」で、狭くなっている峠を意味し、漢代と唐代から軍事・政治の重要な場所として広く知られていた。そのため、重要な軍事ルートや輸送ルート、白水澗路（現在の吐烏高速道路白楊淘峡谷 - ウルムチ間）から軍事要塞「白水鎮」を経由し、シルクロード北方ルートの重要な経由点となっている。

## 行政区画
3街道、1鎮、3郷を管轄：
- 街道弁事処：艾維爾溝街道、烏拉泊街道、塩湖街道
- 鎮：達坂城鎮
- 郷：東溝郷、西溝郷、アクス郷（阿克蘇郷）
- 柴窩堡管委会

## 交通
- 鉄道：蘭新線の達坂城駅
- 道路：普通道路・国道G322、高速道路・京新高速G7

## 文化
ウイグル語の民謡を王洛賓が中国語に訳した歌「達坂城的姑娘」が、中国では有名である。